# 에드빈 링코미에스
에드빈 요한네스 힐데가르드 링코미에스(핀란드어: Edwin Johannes Hildegard Linkomies: 1894년 12월 22일 – 1963년 9월 9일)는 핀란드의 정치인이다. 1932년에서 1943년 사이, 1956년에서 1962년 사이 헬싱키 대학교 총장, 1943년에서 1944년 사이 핀란드의 총리를 역임했다.
| 전임 요한 빌헬름 랑겔 | 제16대 핀란드의 총리 1943년 3월 5일–1944년 8월 8일 | 후임 안티 하크첼 |

| 전임 페카 펜나넨 | 제9대 국민연합당 주석 | 후임 쿠스타 프레드릭 레흐토넨 |